# Apocephalus caudatarius
Apocephalus caudatarius är en tvåvingeart som först beskrevs av Schmitz 1915.  Apocephalus caudatarius ingår i släktet Apocephalus och familjen puckelflugor. Inga underarter finns listade i Catalogue of Life.